# カドカワBOOKS
カドカワBOOKS（かどかわぶっくす）は、KADOKAWAが刊行する四六判の新文芸レーベル。2015年10月10日創刊。

## 概要
2015年にKADOKAWAが立ち上げた新文芸レーベル。同時にFUJIMI SHOBO NOVELS（富士見書房）を引き継いでおり、上記のライトノベルレーベルで刊行されていた書籍は以後、本レーベルで刊行されている。刊行多数は富士見書房ブランドであり、少数はエンターブレイン、角川書店ブランドである。
「小説家になろう」や「カクヨム」などの小説投稿サイトの作品を主に書籍化している。
女性向け・女性主人公の作品も多い。それらと男性向け作品とは表紙カバーのラインの色や帯の色などで区別されているが、見た目はそれほど変わらないため、書店でも同じ棚に置かれていることが多かった。

## 作品一覧

### あ行
| シリーズ名                                                                                         | 著者         | イラスト                        | 巻数     |
| -------------------------------------------------------------------------------------------------- | ------------ | ------------------------------- | -------- |
| 悪徳女王の心得                                                                                     | 澪亜         | 双葉はづき                      | 全2巻    |
| 悪役令嬢になんかなりません。私は『普通』の公爵令嬢です！                                           | 明。         | 秋咲りお                        | 全11巻   |
| 悪役令嬢は今日も華麗に暗躍する 追放後も推しのために悪党として支援します!                           | 道草家守     | 春が野かおる                    | 既刊2巻  |
| 悪役令嬢は、庶民に嫁ぎたい!!                                                                       | 杏亭リコ     | 封宝                            | 既刊3巻  |
| 悪役令嬢レベル99 〜私は裏ボスですが魔王ではありません〜                                            | 七夕さとり   | Tea                             | 既刊6巻  |
| 家が燃えて人生どうでも良くなったから、残ったなけなしの金でダークエルフの奴隷を買った。             | 陸奥こはる   | 花染なぎさ                      | 既刊2巻  |
| 家から追い出された私は、隣国のお抱え錬金術師として、幸せな第二の人生を送る事にしました!            | アルト       | ひげ猫                          | 既刊2巻  |
| 家を追い出されましたが、元気に暮らしています 〜チートな魔法と前世知識で快適便利なセカンドライフ!〜 | 斎木リコ     | 薔薇缶                          | 既刊2巻  |
| 異世界ウォーキング                                                                                 | あるくひと   | ゆーにっと                      | 既刊11巻 |
| 異世界おもてなしご飯 〜思わぬ帰郷と真夏の肉祭り〜                                                  | 忍丸         | ゆき哉                          | 既刊3巻  |
| 異世界でスキルを解体したらチートな嫁が増殖しました 概念交差のストラクチャー                        | 千月さかき   | 東西                            | 全12巻   |
| 異世界ごはん無双 〜スキルと前世の知識を使って、お米改革はじめます!〜                               | ぼっち猫     | 成瀬ちさと                      | 既刊2巻  |
| 異世界でペンション始めました。 世界で唯一の黒魔女ですが、この力はお客様のために使います。          | 夏みのる     | nima キャラクター原案：野宮けい | 既刊2巻  |
| 異世界転生して魔女になったのでスローライフを送りたいのに魔王が逃がしてくれません                   | マチバリ     | カワグチ                        | 既刊1巻  |
| 異世界刀匠の魔剣製作ぐらし                                                                         | 荻原数馬     | カリマリカ                      | 既刊5巻  |
| 痛いのは嫌なので防御力に極振りしたいと思います。                                                   | 夕蜜柑       | 狐印                            | 既刊18巻 |
| 妹に婚約者を譲れと言われました                                                                     | 柏てん       | COMTA                           | 既刊2巻  |
| うちのお嬢様が破滅エンドしかない悪役令嬢のようなので俺が救済したいと思います。                     | 古森きり     | ももしき                        | 既刊1巻  |
| 宇宙船が遭難したけど、目の前に地球型惑星があったから、今までの人生を捨ててイージーに生きたい       | 水野藍雷     | 卵の黄身                        | 既刊2巻  |
| 黄金の経験値                                                                                       | 原純         | fixro2n                         | 既刊7巻  |
| 王都の学園に強制連行された最強のドラゴンライダーは超が付くほど田舎者                               | 八茶橋らっく | 典樹                            | 既刊3巻  |
| 王都の外れの錬金術師 〜ハズレ職業だったので、のんびりお店経営します〜                              | yocco        | 純粋                            | 全6巻    |
| 狼領主のお嬢様                                                                                     | 守野伊音     | SUZ                             | 既刊3巻  |
| オールラウンダーズ!! 転生したら幼女でした。家に居づらいのでおっさんと冒険に出ます                  | サエトミユウ | 又市マタロー                    | 既刊2巻  |
| お酒のために乙女ゲー設定をぶち壊した結果、悪役令嬢がチート令嬢になりました                         | ゆなか       | ひづきみや                      | 既刊2巻  |
| 遅咲き冒険者                                                                                       | 安登恵一     | bob                             | 全4巻    |
| お弁当売りは聖女様! 〜異世界娘のあったかレシピ〜                                                   | 紫水ゆきこ   | 平井ゆづき                      | 既刊2巻  |
| お前のような初心者がいるか! 不遇職『召喚師』なのにラスボスと言われているそうです                   | 瀧岡くるじ   | 猫猫猫                          | 既刊2巻  |
| おめでとう、俺は美少女に進化した。                                                                 | 和久井透夏   | みわべさくら                    | 既刊1巻  |

### か行
| シリーズ名 | 著者                                  | イラスト                                            | 巻数     |
| --- | ------------------------------------- | --------------------------------------------------- | -------- |
| 加護なし令嬢の小さな村 〜さあ、領地運営を始めましょう!〜                                                        | ぷにちゃん                            | 藻                                                  | 全4巻    |
| 鍛冶屋ではじめる異世界スローライフ                                                                              | たままる                              | キンタ                                              | 既刊12巻 |
| 壁役など不要と追放されたS級冒険者、≪奴隷解放≫スキルを駆使して史上最強の国造り                                   | 向原行人                              | 珈琲猫                                              | 既刊2巻  |
| 稀代の悪女、三度目の人生で【無才無能】を楽しむ                                                                  | 嵐華子                                | 八美☆わん                                           | 既刊3巻  |
| 君は死ねない灰かぶりの魔女                                                                                      | ハイヌミ                              | 武田ほたる                                          | 既刊2巻  |
| 宮廷魔導師見習いを辞めて、魔法アイテム職人になります                                                            | 神泉せい                              | 匈歌ハトリ                                          | 既刊3巻  |
| 「ククク……。奴は四天王の中でも最弱」と解雇された俺、なぜか勇者と聖女の師匠になる                                | 延野正行                              | 坂野杏梨                                            | 既刊2巻  |
| 薬売りの聖女 〜冤罪で追放された薬師は、辺境の地で幸せを掴む〜                                                   | 榛名丼                                | COMTA                                               | 既刊2巻  |
| 蜘蛛ですが、なにか?                                                                                             | 馬場翁                                | 輝竜司                                              | 全16巻   |
| グリモワール×リバース〜転生鬼神浪漫譚〜                                                                         | 藍藤遊                                | エナミカツミ                                        | 既刊4巻  |
| 外道魔術師の憑依譚 〜最強剣士を乗っ取ったら、自分の身体を探すことになった〜                                     | 新嶋紀陽                              | KeG                                                 | 既刊1巻  |
| 剣と魔法と学歴社会 ～前世はガリ勉だった俺が、今世は風任せで自由に生きたい～                                     | 西浦真魚                              | まろ                                                | 既刊6巻  |
| 公爵令嬢の嗜み                                                                                                  | 澪亜                                  | 双葉はづき                                          | 全8巻    |
| 草魔法師クロエの二度目の人生 自由になって子ドラゴンとレベルMAX薬師ライフ                                        | 小田ヒロ                              | パルプピロシ                                        | 全3巻    |
| 黒豚王子は前世を思いだして改心する 悪役キャラに転生したので死亡エンドから逃げていたら最強になっていた           | 少年ユウシャ                          | てつぶた                                            | 既刊2巻  |
| クレイジー・キッチン                                                                                            | 荻原数馬                              | ジョンディー                                        | 既刊2巻  |
| クロエのレクイエム                                                                                              | 黒川実・高崎とおる 原作：ブリキの時計 | カバーイラスト：ぬばりん 装画：MW（Kitty creators） | 既刊2巻  |
| この冒険者、人類史最強です 〜外れスキル『鑑定』が『継承』に覚醒したので、数多の英雄たちの力を受け継ぎ無双する〜 | 日之影ソラ                            | エシュアル                                          | 既刊2巻  |
| この勇者が俺TUEEEくせに慎重すぎる                                                                               | 土日月                                | とよた瑣織                                          | 既刊7巻  |
| ゴブリン令嬢と転生貴族が幸せになるまで 婚約者の彼女のための前世知識の上手な使い方                               | 新天新地                              | とき間                                              | 全3巻    |

### さ行
| シリーズ名 | 著者         | イラスト           | 巻数     |
| --- | ------------ | ------------------ | -------- |
| 最強の鑑定士って誰のこと? 〜満腹ごはんで異世界生活〜                                                          | 港瀬つかさ   | シソ               | 既刊24巻 |
| 最速無双のＢ級魔法使い 一発撃たれる前に千発撃ち返す!                                                          | CK           | 阿倍野ちゃこ       | 既刊2巻  |
| サイレント・ウィッチ                                                                                          | 依空まつり   | 藤実なんな         | 既刊12巻 |
| 【さびついた剣】を試しに強化してみたら、とんでもない魔剣に化けました                                          | 万野みずき   | 赤井てら           | 全3巻    |
| 次元の裂け目に落ちた転移の先で                                                                                | 四つ目       | 流刑地アンドロメダ | 既刊3巻  |
| 自由に生きようと転生したら、史上４人目の賢者様でした!? 〜女神様、今の時代に魔法はチートだったようです〜       | 酒本アズサ   | しあびす           | 既刊2巻  |
| 白魔女さんとの辺境ぐらし 〜最強の魔女はのんびり暮らしたい〜                                                   | 門司柿家     | syow               | 既刊2巻  |
| スキル『植樹』を使って追放先でのんびり開拓はじめます                                                          | しんこせい   | あんべよしろう     | 既刊3巻  |
| 捨てられ白魔法使いの紅茶生活                                                                                  | 瀬尾優梨     | YahaKo             | 全2巻    |
| 地味で目立たない私は、今日で終わりにします。                                                                  | 大森蜜柑     | れいた             | 全4巻    |
| 社畜ダンジョンマスターの食堂経営 断じて史上最悪の魔王などでは無い!!                                           | 井上みつる   | 片桐               | 既刊2巻  |
| 【修復】スキルが万能チート化したので、武器屋でも開こうかと思います                                            | 星川銀河     | 眠介               | 既刊5巻  |
| スキル『台所召喚』はすごい! 〜異世界でごはん作ってポイントためます〜                                          | しっぽタヌキ | 紫藤むらさき       | 全4巻    |
| 捨てられ聖女の異世界ごはん旅 隠れスキルでキャンピングカーを召喚しました                                       | 米織         | 仁藤あかね         | 既刊6巻  |
| 聖女さま? いいえ、通りすがりの魔物使いです! 〜絶対無敵の聖女はモフモフと旅をする〜                            | 犬魔人       | ファルまろ         | 既刊3巻  |
| 聖女じゃなかったので、王宮でのんびりご飯を作ることにしました                                                  | 神山りお     | たらんぼマン       | 既刊12巻 |
| 聖女の魔力は万能です                                                                                          | 橘由華       | 珠梨やすゆき       | 既刊9巻  |
| 聖女二人の異世界ぶらり旅                                                                                      | カヤ         | 鏑家エンタ         | 既刊3巻  |
| 聖女をクビになったら、なぜか幼女化して魔王のペットになりました。                                              | 美雨音ハル   | にもし             | 既刊2巻  |
| 前略、山暮らしを始めました。                                                                                  | 浅葱         | しの               | 既刊9巻  |
| 世界最強の後衛 〜迷宮国の新人探索者〜                                                                         | とーわ       | 風花風花           | 既刊8巻  |
| 世界でただ一人の魔物使い 〜転職したら魔王に間違われました〜                                                   | 筧千里       | hu-ko              | 既刊4巻  |
| ゼロスキルの料理番                                                                                            | 延野正行     | 三登いつき         | 既刊2巻  |
| 創造錬金術師は自由を謳歌する 故郷を追放されたら、魔王のお膝元で超絶効果のマジックアイテム作り放題になりました | 千月さかき   | かぼちゃ           | 既刊5巻  |
| 装備枠ゼロの最強剣士 でも、呪いの装備（可愛い）なら9999個つけ放題                                             | 坂木持丸     | ゆのひと           | 既刊3巻  |

### た行
| シリーズ名 | 著者         | イラスト       | 巻数     |
| --- | ------------ | -------------- | -------- |
| 大公妃候補だけど、堅実に行こうと思います                                                                          | 瀬尾優梨     | 岡谷           | 既刊2巻  |
| 大聖女は天に召されて、パン屋の義娘になりました。                                                                  | 久川航璃     | 香村羽梛       | 既刊1巻  |
| 大預言者は前世から逃げる 〜三周目は公爵令嬢に転生したから、バラ色ライフを送りたい〜                               | 寿利真       | 雪子           | 既刊3巻  |
| 断罪された悪役令嬢ですが、パンを焼いたら聖女にジョブチェンジしました!?                                            | 烏丸紫明     | 眠介           | 既刊2巻  |
| 父は英雄、母は精霊、娘の私は転生者。                                                                              | 松浦         | keepout        | 全9巻    |
| 追放聖女は獣人の国で楽しく暮らしています 〜自作の薬と美味しいご飯で人質生活も快適です!?〜                         | 斯波         | 狂zip          | 既刊1巻  |
| 追放された転生公爵は、辺境でのんびりと畑を耕したかった 〜来るなというのに領民が沢山来るから内政無双をすることに〜 | うみ         | あんべよしろう | 全9巻    |
| ツンデレ悪役令嬢リーゼロッテと実況の遠藤くんと解説の小林さん                                                      | 恵ノ島すず   | えいひ         | 全3巻    |
| デーモンルーラー 定時に帰りたい男のやりすぎレベリング                                                             | 一江左かさね | 四季童子       | 全3巻    |
| デスマーチからはじまる異世界狂想曲                                                                                | 愛七ひろ     | shri           | 既刊33巻 |
| デスマーチからはじまる異世界狂想曲 Ex                                                                             | 愛七ひろ     | shri           | 既刊3巻  |
| 転生社畜のチート菜園 〜万能スキルと便利な使い魔妖精を駆使してたら、気づけば大陸一の生産拠点ができていた〜         | 可換環       | riritto        | 既刊4巻  |
| 転生令嬢は冒険者を志す                                                                                            | 小田ヒロ     | Tobi           | 全3巻    |
| 伝説の竜装騎士は田舎で普通に暮らしたい 〜SSSランク依頼の下請け辞めます!〜                                         | タック       | 天野英         | 既刊2巻  |
| ど庶民の私、実は転生者でした                                                                                      | 吉野屋桜子   | えびすし       | 既刊2巻  |

### な行
| シリーズ名                               | 著者     | イラスト | 巻数   |
| ---------------------------------------- | -------- | -------- | ------ |
| 29歳独身は異世界で自由に生きた……かった。 | リュート | 桑島黎音 | 全10巻 |

### は行
| シリーズ名                                                                                      | 著者       | イラスト   | 巻数     |
| ----------------------------------------------------------------------------------------------- | ---------- | ---------- | -------- |
| 廃村ではじめるスローライフ 〜前世知識と回復術を使ったらチートな宿屋ができちゃいました!〜        | うみ       | れんた     | 既刊2巻  |
| 廃嫡王子の華麗なる逃亡劇 〜手段を選ばない最強クズ魔術師は自堕落に生きたい〜                     | 出雲大吉   | ゆのひと   | 既刊2巻  |
| はぐれ精霊医の診察記録 〜聖女騎士団と癒やしの神業〜                                             | とーわ     | 橘由宇     | 既刊2巻  |
| 外れスキル「影が薄い」を持つギルド職員が、実は伝説の暗殺者                                      | ケンノジ   | KWKM       | 既刊9巻  |
| 腹ぺこな上司の胃をつかむ方法 〜左遷先は宮廷魔導師の専属シェフ〜                                 | 佐伯さん   | 朝日川日和 | 既刊1巻  |
| 百魔の主                                                                                        | 葵大和     | まろ       | 全6巻    |
| 百花宮のお掃除係                                                                                | 黒辺あゆみ | しのとうこ | 既刊11巻 |
| 不遇職『鍛冶師』だけど最強です 〜気づけば何でも作れるようになっていた男ののんびりスローライフ〜 | 木嶋隆太   | なかむら   | 既刊3巻  |
| 碧玉の男装香療師は、 ふしぎな癒やし術で宮廷医官になりました。                                   | 巻村螢     | こずみっく | 既刊3巻  |
| 泡沫に神は微睡む                                                                                | 安田のら   | あるてら   | 既刊5巻  |
| ホームレス転生 〜異世界で自由すぎる自給自足生活〜                                               | 徳川レモン | ox         | 既刊4巻  |
| 没落予定なので、鍛冶職人を目指す                                                                | CK         | かわく     | 既刊9巻  |
| 本物の方の勇者様が捨てられていたので私が貰ってもいいですか?                                     | 花果唯     | 村上ゆいち | 既刊1巻  |

### ま行
| シリーズ名 | 著者       | イラスト     | 巻数     |
| --- | ---------- | ------------ | -------- |
| 魔王になったので、ダンジョン造って人外娘とほのぼのする                                                                   | 流優       | だぶ竜       | 既刊17巻 |
| 魔眼の悪役に転生したので推しキャラを見守るモブを目指します                                                               | 瀧岡くるじ | 福きつね     | 既刊1巻  |
| 魔術師クノンは見えている                                                                                                 | 南野海風   | Laruha       | 既刊6巻  |
| 魔石グルメ 魔物の力を食べたオレは最強!                                                                                   | 結城涼     | 成瀬ちさと   | 既刊9巻  |
| マヌケなFPSプレイヤーが異世界へ落ちた場合                                                                                | 地雷原     | UGUME        | 全3巻    |
| 魔法薬師が二番弟子を愛でる理由 〜専属お食事係に任命されました〜                                                          | 逢坂なつめ | ひだかなみ   | 全2巻    |
| 見捨てられた生贄令嬢は専用スキル「お取り寄せ」で邪竜を餌付けする                                                         | 米織       | LINO         | 既刊1巻  |
| 水魔法ぐらいしか取り柄がないけど現代知識があれば充分だよね?                                                              | mono-zo    | 桶乃かもく   | 既刊2巻  |
| 無敵の万能要塞で快適スローライフをおくります 〜フォートレス・ライフ〜                                                    | 鈴木竜一   | LLLthika     | 既刊4巻  |
| 目覚めたら最強装備と宇宙船持ちだったので、一戸建て目指して傭兵として自由に生きたい                                       | リュート   | 鍋島テツヒロ | 既刊15巻 |
| メニューをどうぞ | 汐邑雛     | 六原ミツヂ   | 既刊4巻  |
| 元異世界転移者だった課長のおじさん、人生二度目の異世界を駆け廻る                                                         | 銀麦       | パセリ       | 既刊2巻  |
| 元・世界1位のサブキャラ育成日記 〜廃プレイヤー、異世界を攻略中!〜                                                        | 沢村治太郎 | まろ         | 既刊9巻  |
| 元ホームセンター店員の異世界生活 〜称号≪DIYマスター≫≪グリーンマスター≫≪ペットマスター≫を駆使して異世界を気儘に生きます〜 | KK         | ゆき哉       | 既刊5巻  |
| 森のほとりでジャムを煮る 〜異世界ではじめる田舎暮らし〜                                                                  | 小鳩子鈴   | 村上ゆいち   | 全3巻    |

### や行
| シリーズ名                                                                                                   | 著者       | イラスト                                                        | 巻数    |
| --- | ---------- | --------------------------------------------------------------- | ------- |
| 役立たずと言われたので、わたしの家は独立します! 〜伝説の竜を目覚めさせたら、なぜか最強の国になっていました〜 | 遠野九重   | 阿倍野ちゃこ                                                    | 全7巻   |
| 役立たずスキルに人生を注ぎ込み25年、今さら最強の冒険譚                                                       | しゅうきち | peroshi                                                         | 既刊3巻 |
| 屋根裏部屋の公爵夫人                                                                                         | もり       | アオイ冬子（1 - 2巻） 珠梨やすゆき（3巻） 甘塩コメコ（4巻以降） | 既刊5巻 |
| 行き倒れもできないこんな異世界じゃ                                                                           | 夏野夜子   | 赤井てら                                                        | 既刊2巻 |
| 勇者様の幼馴染という職業の負けヒロインに転生したので、調合師にジョブチェンジします。                         | 日峰       | 花かんざらし                                                    | 既刊2巻 |
| 勇者、辞めます〜 次の職場は魔王城〜                                                                          | クオンタム | 天野英                                                          | 全3巻   |
| 横浜駅SF | 柞刈湯葉   | 田中達之                                                        | 単巻    |
| 横浜駅SF 全国版                                                                                              | 柞刈湯葉   | 田中達之                                                        | 単巻    |

### ら行
| シリーズ名                                                                             | 著者           | イラスト    | 巻数    |
| -------------------------------------------------------------------------------------- | -------------- | ----------- | ------- |
| ライブダンジョン!                                                                      | dy冷凍         | Mika Pikazo | 既刊3巻 |
| 璃寛皇国ひきこもり瑞兆妃伝 日々後宮を抜け出し、有能官吏やってます。                    | しののめすぴこ | toi8        | 既刊2巻 |
| 理想の聖女? 残念、偽聖女でした! 〜クソオブザイヤーと呼ばれた悪役に転生したんだが〜     | 壁首領大公     | ゆのひと    | 全4巻   |
| レベル1の最強テイマー 〜幸運極振りの初心者ゲーマーはもふもふ軍団を従え最強へ至ります〜 | ジャジャ丸     | bun150      | 既刊2巻 |

### わ行
| シリーズ名                         | 著者   | イラスト | 巻数    |
| ---------------------------------- | ------ | -------- | ------- |
| 私はおとなしく消え去ることにします | きりえ | Nardack  | 既刊3巻 |

## アニメ化作品

### テレビアニメ
| 作品                                                         | 放送年          | アニメーション制作   | 備考 |
| ------------------------------------------------------------ | --------------- | -------------------- | ---- |
| デスマーチからはじまる異世界狂想曲                           | 2018年          | SILVER LINK. CONNECT |      |
| この勇者が俺TUEEEくせに慎重すぎる                            | 2019年          | WHITE FOX            |      |
| 痛いのは嫌なので防御力に極振りしたいと思います。             | 2020年（第1期） | SILVER LINK.         |      |
| 痛いのは嫌なので防御力に極振りしたいと思います。             | 2023年（第2期） | SILVER LINK.         |      |
| 蜘蛛ですが、なにか?                                          | 2021年          | ミルパンセ           |      |
| 聖女の魔力は万能です                                         | 2021年（第1期） | ディオメディア       |      |
| 聖女の魔力は万能です                                         | 2023年（第2期） | ディオメディア       |      |
| 勇者、辞めます〜次の職場は魔王城〜                           | 2022年          | EMTスクエアード      |      |
| ツンデレ悪役令嬢リーゼロッテと実況の遠藤くんと解説の小林さん | 2023年          | 手塚プロダクション   |      |
| 悪役令嬢レベル99 〜私は裏ボスですが魔王ではありません〜      | 2024年          | 寿門堂               |      |
| サイレント・ウィッチ                                         | 2025年          | Studio五組           |      |
| 父は英雄、母は精霊、娘の私は転生者。                         | 2025年          | J.C.STAFF            |      |
| 魔術師クノンは見えている                                     | 未公表          | 未公表               |      |
| 勇者のクズ                                                   | 未公表          | OLM                  |      |

### アニメ化予定（企画段階含）
| 作品                                                                               | 年     | アニメーション制作 | 備考 |
| ---------------------------------------------------------------------------------- | ------ | ------------------ | ---- |
| 目覚めたら最強装備と宇宙船持ちだったので、一戸建て目指して傭兵として自由に生きたい | 未公表 | 未公表             |      |